# Unmechanical
Unmechanical est un jeu vidéo de réflexion développé par Talawa Games et édité par Teotl Studios, sorti en 2012 sur Windows, Mac, Linux, PlayStation 3, PlayStation 4, Xbox One et iOS.

## Accueil
- Destructoid : 7/10 (Extended)[1]
- Gameblog : 8/10[2]
- Gamekult : 6/10[3]
- GameSpot : 7/10[4]
- Jeuxvideo.com : 15/20[5]